# Holle Pinkel
Holle Pinkel is een Nederlandse stripreeks, oorspronkelijk van Andries Brandt en later overgenomen door Piet Wijn. 
Het is een ballonstrip.

## Inhoud
De verhalen gaan over een konijn dat in een dierenbos woont en allerlei avonturen beleeft.

## Publicatiegeschiedenis
De strip werd oorspronkelijk getekend en geschreven door Andries Brandt. Hij deed dat van 1960 tot 1962. 
Van 1962 tot 1964 nam Piet Wijn het tekenwerk over. Dit gebeurde in 1962 tijdens het elfde verhaal. Die verhalen verschenen intussen in de kranten Leeuwarder Courant en Provinciale Zeeuwse Courant van 1960 tot 1963. In elke krant verscheen één stripstrook van meestal drie ongekleurde plaatjes.

Vanaf 1964 werden wat krantenstrips herdrukt in de krant Utrechts Nieuwsblad.

## Verhalen

### Alle verhalen
Er zijn in totaal 19 verhalen van Holle Pinkel verschenen.

#### Krantenstrip
Onderstaande krantenstrips werden gepubliceerd in de Leeuwarder Courant en de Provinciale Zeeuwse Courant van 1960 tot 1963.  De titels hieronder zijn ontleend aan de Zeeuwse Courant; de dateringen aan de Leeuwarder Courant. De Leeuwarder Courant liep een week voor met publicatie, maar vermeldde geen titels.
1. De sidderkuur (65 afl.) - 15-09-1960 t/m 29-11-1960.
2. Het krachtkruid (41 afl.) - 30-11-1960 t/m 17-01-1961.
3. Het zaagdier (33 afl.) - 18-01-1961 t/m 24-02-1961.
4. De stuipjager (43 afl.) - 25-02-1961 t/m 17-04-1961.
5. De flijnproever (37 afl.) - 18-04-1961 t/m 02-06-1961.
6. De ever van Zwijnenstein (45 afl.) - 03-06-1961 t/m 25-07-1961.
7. Het jeugdpoeder (63 afl.) - 26-07-1961 t/m 06-10-1961.
8. De Luie Labberdas (65 afl.) - 07-10-1961 t/m 21-12-1961.
9. De spoolzoekel (41 afl.) - 22-12-1961 t/m 10-02-1962.
10. De ijzeren prinses (62 afl.) - 12-02-1962 t/m 25-04-1962.
11. Het verdorven dorp (46 afl.) - 26-04-1962 t/m 21-06-1962.
12. De speelgoedmaker (71 afl.) - 22-06-1962 t/m 12-09-1962.
13. De groeikoeken (71 afl.) - 13-09-1962 t/m 03-12-1962.
14. De ridder-roem (59 afl.) - 04-12-1962 t/m 14-02-1963.
15. De pretpil (40 afl.) - 15-02-1963 t/m 02-04-1963.
16. Het spiegelmeer (57 afl.) - 03-04-1963 t/m 11-06-1963.

#### De Spiegel
Onderstaande verhalen zijn verschenen in het stripblad De Spiegel.
1. De wenslucifers (20 pag.)
2. De verdwijnkast (15 pag.)
3. Het slaapzand (16 pag.)

### Albums

#### Andries Blitz
Onderstaand compilatiealbum verscheen bij uitgeverij Andries Blitz. Het bevat naast het verhaal Holle Pinkel en het jeugdpoeder twee verhalen uit de stripreeksen Olle Kapoen en Birre Beer.
1. Olle, Birre en Holle (1964)

#### Wolters-Noordhoff
Onderstaande albums zijn verschenen bij uitgeverij Wolters-Noordhoff. De albums bevatten de gelijknamige verhalen. Er was nog een vierde deel gepland, De ijzeren prinses, maar dat deel is nooit verschenen.
1. Holle Pinkel en de sidderkuur (1970)
2. Holle Pinkel en het krachtkruid (1970)
3. Holle Pinkel en luie Labberdas (1971)

#### Boumaar
Onderstaand album verscheen bij Boumaar. Deze uitgave werd echter uit de handel genomen omdat de rechthebbenden geen toestemming hadden verleend. Het bevat de drie verhalen die in De Spiegel verschenen waren.
1. Holle Pinkel (2010)